# Dot Records
Dot Records war eine unabhängige US-amerikanische Schallplattenfirma, die 1950 von Randy Wood (1917–2011) in Gallatin / Tennessee gegründet wurde, 1956 den Firmensitz nach Los Angeles verlegte und 1965 an den Filmkonzern Gulf & Western verkauft wurde, der Dot zu einem Sub-Label von ABC Records machte.
Randy Wood besaß einen der größten Schallplattenversandhandel im Süden der USA, als er 1951 Dot Records in einem kleinen Ort in der Nähe von Nashville gründete. Durch seinen Versandhandel und den Aufbau eines eigenen Vertriebssystems gelang es Wood relativ schnell, von dem Vertrieb durch die Major-Label unabhängig zu werden und konnte bereits 1952 mit dem Titel Trying von den Hilltoppers einen Hit im Pop-Bereich landen.
Der wichtigste Produzent des Labels war Billy Vaughn, der auch als Bandleader zwischen 1954 und 1966 eine Serie von Hits auf Dot veröffentlichte, er war der erfolgreichste Orchesterleiter in der Ära des Rock'n'Roll.
Die Verkaufspolitik von Dot Records in der Mitte der 1950er Jahre war geprägt durch Cover-Versionen von R&B-Hits, die von jungen weißen Sängern für den Teenagermarkt produziert wurden. Das bekannteste Beispiel ist Pat Boone, daneben präsentierten auch Jim Lowe und Tab Hunter einen sanften, auch für die Erwachsenen akzeptablen Stil des Rock'n'Roll. Auf Dot erschienen aber auch einige Jazzalben, u. a. von Count Basie (Straight Ahead), Pete und Conte Candoli (The Brothers Candoli), Eddie Costa (House of Blue Lights), John Serry senior (Squeeze Play), Larry Novak und Buddy DeFranco/Nelson Riddle (Cross Country Suite).
1956 verlegte Dot seinen Hauptgeschäftssitz von Gallatin, Tennessee nach Hollywood. Ende 1956 gehörte Dot Records mehreren Gesellschaftern: Den größten Gesellschafteranteil mit 70 % hielt Randy Wood, die restlichen 30 % teilten sich Al Bennett, der ehemalige Verkaufsmanager von Dot, Gilbert Brown, der Manager des Schallplattenvertriebes und -versandes in Gallatin, und der Diskjockey Gene Nobles. Im Januar 1957 verkaufte Randy Wood seinen Anteil an Dot an die Firma Paramount Pictures Corporation, in den Verkauf eingeschlossen waren seine sonstigen Unternehmen wie der Plattenvertrieb in Gallatin, sein Musikverlag Randy-Smith Publishing Company und die Künstleragentur Wood-Spina. Wood blieb weiterhin Präsident des Dot Labels und wurde gleichzeitig Vizepräsident von Paramount Pictures.
Seit 2014 wird das Label wiederbelebt. 
Unter anderem stehen Maddie & Tae, sowie Steven Tyler unter Vertrag.